# 宁先华
宁先华（1961年2月18日—），生于中国辽宁省沈阳市，中国民主活动家，现为中国民主党全国联合总部主席，纽约民主墙的共同发起人，全球支援香港联盟美东地区召集人之一。